# 셜리 템플 (칵테일)

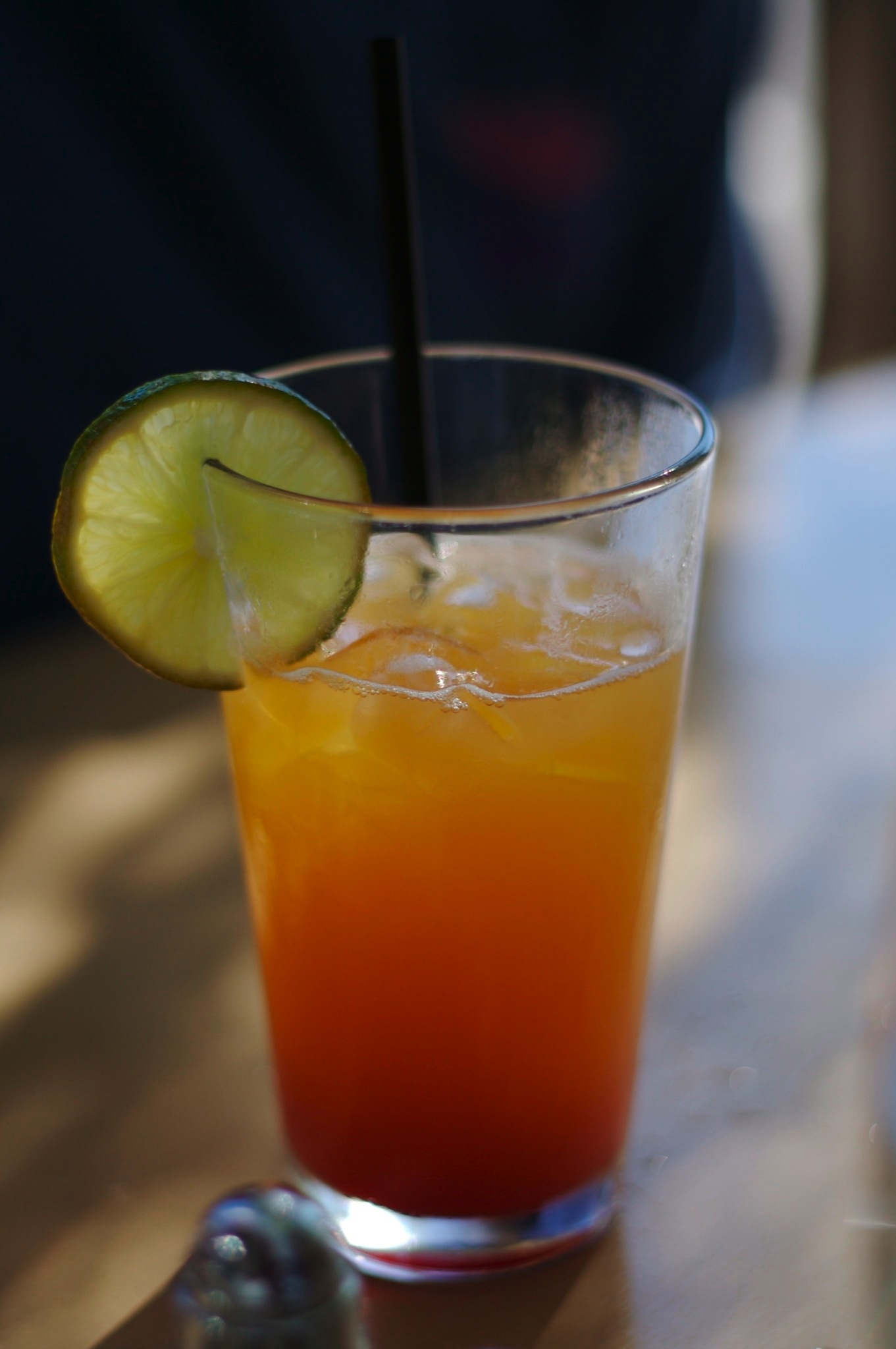
셜리 템플

셜리 템플(Shirley Temple)은 레몬 라임 소다를 기반으로 여기에 석류 시럽을 넣은 무알콜 칵테일이다. 이 칵테일의 이름은 1930년대 유명한 아역 배우 셜리 템플의 이름을 따온 것이다.